# Laschar-Kapelle
Die Laschar-Kapelle in Ötisheim ist eine evangelische Kapelle.

## Lage
Die Kapelle liegt im Ortsteil Corres an der Pforzheimer Straße, Richtung Dürrn, auf der linken Seite.

## Geschichte
1896 dachte man über einen Betsaal in Corres nach und zog Heinrich Dolmetsch zu Rate, doch verwarf man seine Pläne für einen Kapellenbau 1899, da sie zu aufwendig waren. Neue Baupläne kamen dann von den Nachfolgern des verstorbenen Heinrich Dolmetsch, dem Sohn Theodor Dolmetsch und Felix Schuster. Der Bauplan sah 50 Sitz- und 25 Stehplätze vor. Wilhelm Laschar, Oberstleutnant und Nachfahre von Jean Lageard, welcher ein Mitbegründer Corres’ war, spendete dem Kirchenbaufonds 10.000 Mark, laut Mathias Köhler waren es 3000 Mark. Am 19. Mai 1911 erfolgte der der erste Spatenstich und am 22. September im selben Jahr die Einweihung. Zu Ehren des Spenders Laschar nannte man die Kapelle die Laschar-Kapelle. 
1934 forderte Professor H. Seittner aus Stuttgart in einem Gutachten dringende Sanierungsmaßnahmen, da der Bau konstruktive Fehler aufwies. Die Kapelle wurde aber erst 1960 renoviert und am 12. Mai wieder eingeweiht. 1973–1974 gab es eine umfangreiche Erneuerung durch den Architekten H. Wiem aus Stuttgart. Ebenso schaffte man einen Altartisch, eine elektronische Orgel und neue Stühle an. Der Kunsthistoriker Mathias Köhler schrieb in seiner Würdigung, dass er die Umgestaltungen der Fenster bedauere, und dass der Eingang „verschandelt“ wurde.

## Beschreibung
Das Innere der Kapelle besteht aus einem Saal. Der Altar befindet sich im südöstlichen Bereich, welcher in einem dreiseitigen Achteck abschließt, dahinter befindet sich die Sakristei. Die großen Rechteckfenster waren ursprünglich rundbogig geschlossen. Das Kruzifix ist holzgeschnitzt und entspricht dem Stil des Barocks. 
Im Außenbereich wurde bei der Renovierung 1973–1974 eine Eternitplattenverkleidung angebracht. Auf dem Dach befindet sich ein Dachreiter. Dort hängt eine Glocke, welche 1911 von der Glockengießerei Kurtz aus Stuttgart hergestellt wurde. Sie hat die Tonhöhe B2, einen Durchmesser von 410 mm und wiegt 80 kg.